# Lista de lagos por área
Esta é uma lista de lagos com área superior a 4,000 km². A área de alguns lagos pode variar sazonalmente, ou de ano para ano, em especial com lagos salgados em climas áridos.
| Continente | Continente | Continente | Continente       | Continente | Continente     |
| ---------- | ---------- | ---------- | ---------------- | ---------- | -------------- |
| África     | Ásia       | Europa     | América do Norte | Austrália  | América do Sul |

|     | Nome do lago                         | País(es)                                                     | Área km² | Compr. km | Prof. máx. m | Volume km³ |  |
| --- | ------------------------------------ | ------------------------------------------------------------ | -------- | --------- | ------------ | ---------- |  |
| 1.  | Mar Cáspio                           | Azerbaijão · Rússia · Cazaquistão · Turquemenistão · Irão    | 371.000  | 1.199     | 1.025        | 78.200     |  |
| 2.  | Conjunto Lago Michigan e Lago Huron, | Canadá · Estados Unidos                                      | 117.702  | 710       | 282          | 8.458      |  |
| 3.  | Superior                             | Canadá · Estados Unidos                                      | 82.414   | 616       | 406          | 12.100     |  |
| 4.  | Vitória                              | Quênia · Tanzânia · Uganda                                   | 69.485   | 322       | 84           | 2.750      |  |
| 5.  | Tanganyika                           | Tanzânia · República Democrática do Congo · Burundi · Zâmbia | 32.893   | 676       | 1.470        | 18.900     |  |
| 6.  | Baikal,                              | Rússia                                                       | 31.500   | 636       | 1.637        | 23.600     |  |
| 7.  | Grande Lago do Urso                  | Canadá                                                       | 31.080   | 373       | 446          | 2.236      |  |
| 8.  | Lago Niassa                          | Malawi · Moçambique · Tanzânia                               | 30.044   | 579       | 706          | 8.400      |  |
| 9.  | Grande Lago do Escravo               | Canadá                                                       | 28.930   | 480       | 614          | 2.090      |  |
| 10. | Erie                                 | Canadá · Estados Unidos                                      | 25.719   | 388       | 64           | 489        |  |
| 11. | Winnipeg                             | Canadá                                                       | 23.553   | 425       | 36           | 283        |  |
| 12. | Ontario                              | Canadá · Estados Unidos                                      | 19.477   | 311       | 244          | 1.639      |  |
| 13. | Balkhash*                            | Cazaquistão                                                  | 18.428   | 605       | 26           | 106        |  |
| 14. | Ladoga                               | Rússia                                                       | 18.130   | 219       | 230          | 908        |  |
| 15. | Mar de Aral*.                        | Cazaquistão · Uzbequistão                                    | 17.160   | 428       |              |            |  |
| 16. | Maracaibo                            | Venezuela                                                    | 13.300   | 159       | 60           | 280        |  |
| 17. | Lagoa dos Patos                      | Brasil                                                       | 10.144   | 265       | 7            |            |  |
| 18. | Tonlé Sap                            | Camboja                                                      | 10.000   | 250       | 10           | 80         |  |
| 19. | Onega                                | Rússia                                                       | 9.891    | 248       | 120          | 280        |  |
| 20. | Titicaca                             | Bolívia · Peru                                               | 8.135    | 177       | 281          | 893        |  |
| 21. | Lago Nicarágua                       | Nicarágua                                                    | 8.001    | 177       | 26           |            |  |
| 22. | Athabasca                            | Canadá                                                       | 7.920    | 335       | 243          | 204        |  |
| 23. | Turkana*                             | Quênia                                                       | 6.405    | 248       | 109          | 204        |  |
| 24. | Lago Reindeer                        | Canadá                                                       | 6.330    | 245       | 337          |            |  |
| 25. | Eyre*                                | Austrália                                                    | 6.216    | 209       |              |            |  |
| 26. | Issyk-Kul*                           | Quirguistão                                                  | 6.200    | 182       | 668          | 1.738      |  |
| 27. | Úrmia*                               | Irão                                                         | 6.001    | 130       | 16           |            |  |
| 28. | Dongting                             | China                                                        | 6.000    |           |              |            |  |
| 29. | Torrens*                             | Austrália                                                    | 5.698    | 209       |              |            |  |
| 30. | Vener                                | Suécia                                                       | 5.545    | 140       | 106          | 153        |  |
| 31. | Winnipegosis                         | Canadá                                                       | 5.403    | 245       |              |            |  |
| 32. | Alberto                              | Uganda · República Democrática do Congo                      | 5.299    | 161       | 58           | 280        |  |
| 33. | Nettilling                           | Ilha de Baffin, Canadá                                       | 5,542    | 123       | 132          |            |  |
| 34. | Nipigon                              | Canadá                                                       | 4.843    | 116       | 165          |            |  |
| 35. | Manitoba                             | Canadá                                                       | 4.706    | 225       | 7            | 14,1       |  |
| 36. | Grande Lago Salgado*                 | Utah, Estados Unidos                                         | 4.662    | 121       | 10           | 18.92      |  |